# 개방형컴퓨터통신연구회
개방형컴퓨터통신연구회(Open Standards and Internet Association; OSIA)는 민간 표준화전문 연구단체로서 정보통신표준화 활동 및 전문가 조직과 유관 기관과의 협력을 통해 국내 정보통신 산업에 기여하기 위해 1987년 2월, 산, 학, 연의 전문가 105명이 발기하여 설립된 사단법인이다. 14개 TA(Technical Assembly)와 산하 TG(Technical Group)으로 구성되어 있으며, 2015년 현재 2,612명의 개인회원 및 38개 단체회원이 가입되어 있다.

## 참고 자료
- 개방형컴퓨터통신연구회 웹사이트

## 같이 보기
- KRNET
- PCCS
- 학술전산망협의회